# Cumberland County (Kentucky)
Cumberland County is een county in de Amerikaanse staat Kentucky.
De county heeft een landoppervlakte van 792 km² en telt 5.888 inwoners (volkstelling 2020). De hoofdplaats is Burkesville.

## Bevolkingsontwikkeling

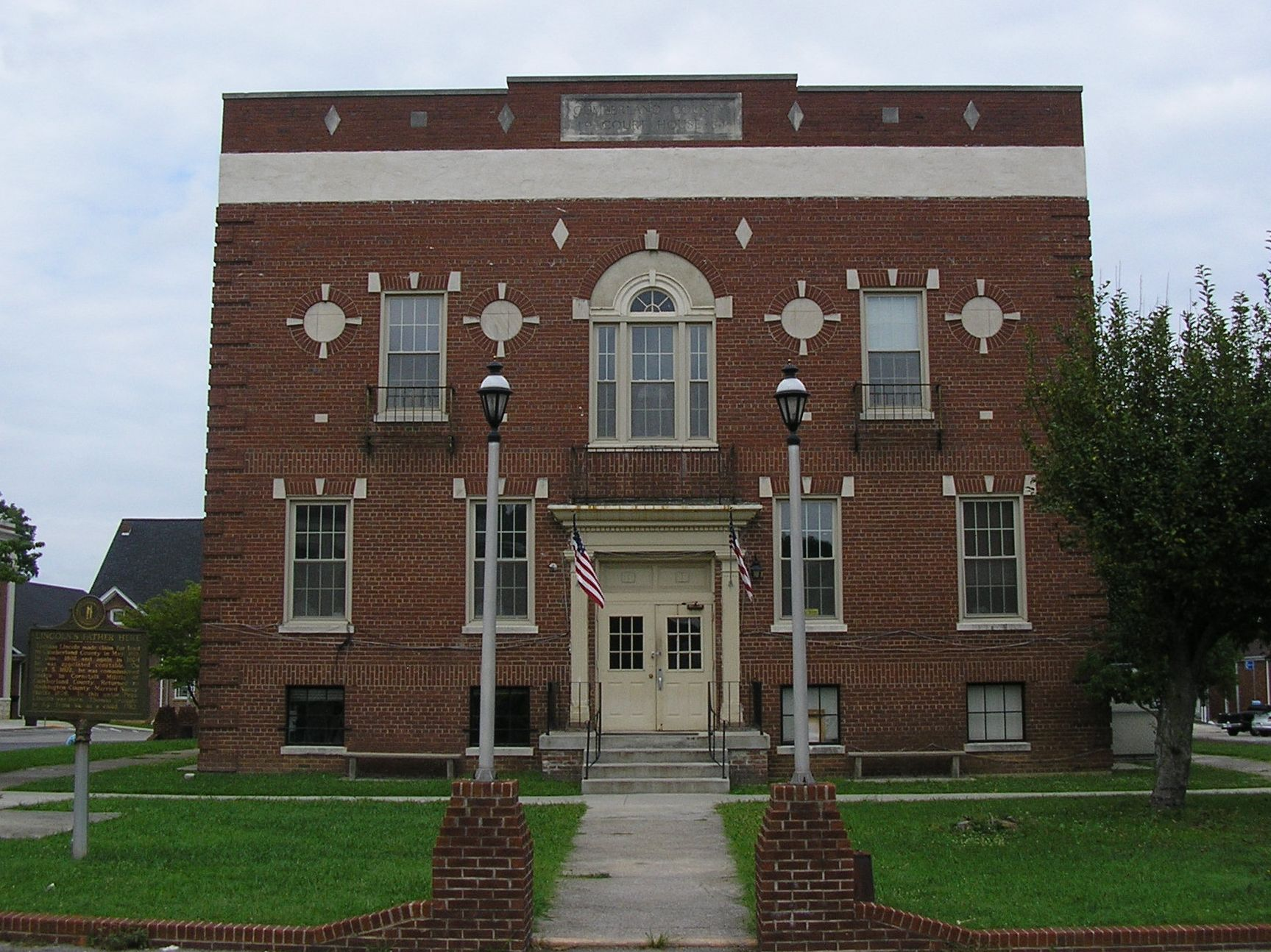
Cumberland County Courthouse